# Museo La Celestina

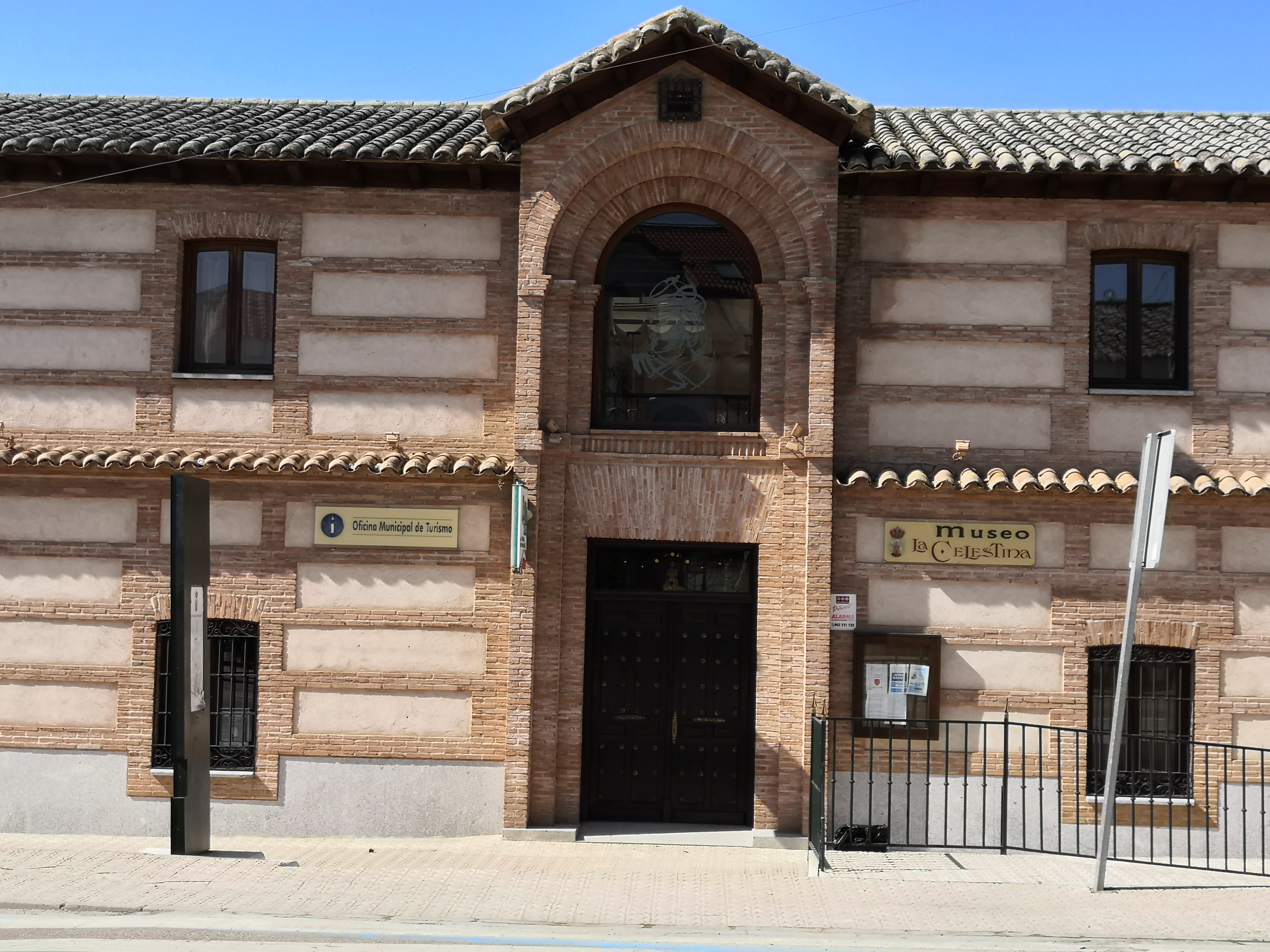
Museo la Celestina

El Museo La Celestina está ubicado en la localidad de La Puebla de Montalbán (Toledo, España). Tiene su sede en Avenida de Madrid 1, y está dedicado tanto a la obra de La Celestina, como a la vida y recuerdo de su autor, Fernando de Rojas, natural de La Puebla de Montalbán. En el museo se pretende dar una imagen de lo que fue la ciudad en la época del autor, además de mostrar lienzos con escenas de La Celestina y las diferentes ediciones de la misma. 

## Historia
El museo abre sus puertas por primera vez en el año 2003, aunque el proyecto de museo se remonta al año 2000, donde comienzan las obras de reforma del edificio para acondicionarlo y habilitarlo como sede del museo. 

## Sede
El museo tiene su sede en el edificio ubicado en Avenida de Madrid n.º 1. Este es un edificio con historia en la localidad, la historia del edificio se remonta al año 1897, año en el que fallece su antigua propietaria Inocenta Martín-Escalonilla García-Cuerva, dejando legado en su testamento que el edificio sea utilizado como hospital. Esto será así desde el año 1900 hasta el año 1962. En el año 1912, los herederos de Inocenta, donan el edificio al ayuntamiento de la localidad. La estructura del edificio ha sufrido varias reformas, la primera de ellas ocupa desde el año 1897 hasta el año 1900; en esta primera reforma el edificio es acondicionado como hospital por Pepe Terán. Hasta el año 1951 no sería reformado nuevamente, esta vez por parte de la Junta  de Beneficencia. En el año 1962, se construye la planta superior del edificio y este dejará de ser utilizado como hospital y pasa funcionar como Colegio Libre Adoptado de Enseñanza Secundaria. Desde este momento hasta el año 2000 en el que el edificio comienza su proyecto de museo, el edificio será utilizado por diferentes asociaciones culturales de La Puebla de Montalbán. Tras su reforma en el año 2000, hasta la actualidad, el edificio ha sido sede del Museo La Celestina.

## Administración
El museo es propiedad del Ayuntamiento de La Puebla de Montalbán. La gestión del mismo recae sobre la concejalía de cultura del Ayuntamiento. 

## Colecciones
La intención primera del museo es dar un reflejo de la localidad durante la época en la que vivió Fernando de Rojas (1473-1541), a través de sus colecciones.
A destacar la colección V Centenario. Se trata de una colección compuesta por 32 lienzos de Teo Puebla, que ilustran los actos desarrollados por los personajes de La Celestina. Esta colección cuenta además con 73 dibujos preparatorios. Esta colección se ubica en la planta baja del museo.  
Además de la colección V Centenario, en el museo podemos contemplar otras colecciones como:  
- Colección de fotografías antiguas de la localidad.
- Colección de útiles y aperos agrícolas.
- Colección de trajes medievales y populares del folclore local.
- Colección de documentos antiguos.
- colección de ejemplares de las diferentes ediciones de La Celestina.

Todas las colecciones anteriores, las podemos encontrar en la primera planta del museo. 
El museo complementa su oferta cultural ofreciendo visitas guiadas al museo acompañadas de visitas temáticas guiadas por la localidad, donde a partir de monumentos históricos de la localidad, se va explicando a los visitantes como era la vida durante los siglos XV y XVI. La primera parada se realiza en el Callejón de las Brujas, donde los guías nos hablaran sobre la importancia de la Santa Inquisición, y su persecución a las brujas y a la brujería. La visita continúa en las cuevas subterráneas del siglo XV, se trata de unas galerías conectadas entre sí, se trata de pasillos con bóvedas de medio cañón y arcos de ladrillo de medio punto. El siguiente punto de la ruta es la Torre de San Miguel, la única torre conservada de la Iglesia de San Miguel, datada en el año 1604, obra del arquitecto Cristóbal Ortiz, esta torre se encuentra en uno de los puntos más altos de la localidad. En la siguiente parada podremos contemplar uno de los edificios cumbre de la arquitectura toledana del siglo XVI, el Convento de las Concepcionistas Franciscanas, fundado por el cardenal Don Pedro Pacheco y Guevara, y realizado por Alonso de Covarrubias. Tras el convento, visitamos la Iglesia Parroquial de Nuestra Señora de la Paz, una iglesia de mediados del siglo XV (1434), que aun conserva las tres naves interiores con armaduras de par y nudillo, así como las decoraciones originales, las naves laterales decoradas con labor de menado y la central con labor de lazo. La visita termina, tras paras por el Palacio de los Condes de Montalbán, en el monumento realizado en 1970, dedicado a Fernando de Rojas, obra del escultor Félix Villamor Sánchez, ubicado en la Plaza de la Glorieta.